# Inname van Stavoren
De Inname van Stavoren in 1572 was een onderdeel van Willem van Oranjes tweede invasie tijdens de Tachtigjarige Oorlog.
In de jaren voorafgaand aan de invasie versterkte de Spaanse bevelhebber Caspar de Robles de diverse Friese blokhuizen, waaronder het blokhuis van Stavoren. In 1572 vulde hij het garnizoen aan met Walen, omdat hij weinig vertrouwen had in de loyaliteit van de Friese soldaten.
Op 24 augustus 1572 werd Stavoren ingenomen door een grote groep Geuzen onder leiding van Asinge Ripperda en Foppe Ennes, maar het blokhuis kregen ze niet in handen. Robles stuurde zijn hopman Gantau met vijf vendels Walen en twee vendels Duitsers naar Stavoren. Ze werden vervoerd met 65 turfschepen. De stad werd op 9 september aangevallen, maar de Geuzen verdedigden zich zo hardnekkig dat er op 10 september nog eens 600 Walen en 200 Duitsers werden ingezet. Zo gelukte het Gantau om de ongeveer 1200 Geuzen op de vlucht te jagen en de belegerden in het blokhuis te ontzetten.
 In de omgeving van Stavoren vonden nog steeds gevechten plaats tussen Geuzen en Spaansgezinde troepen. Nadat een groep Geuzen bij Koudum was verslagen werd dat dorp door de Waalse soldaten geplunderd en vervolgens kwam Stavoren aan de beurt. De Walen verlieten de stad met 'groote buyt en veel roof gheladen' en stichtten brand, waardoor een groot deel van de stad in de as werd gelegd.
De inname is vastgelegd op een tekening uit de kaartenverzameling die in opdracht van De Robles werd vervaardigd.